# Bruce Sandford
Bruce Sandford (18 de julio de 1962) es un deportista neozelandés que compitió en skeleton. Ganó una medalla de oro en el Campeonato Mundial de Skeleton de 1992.  Su sobrino, Ben Sandford, es también un practicante de skeleton.

## Palmarés internacional
| Campeonato Mundial | Campeonato Mundial | Campeonato Mundial | Campeonato Mundial |
| Año                | Lugar              | Medalla            | Prueba             |
| ------------------ | ------------------ | ------------------ | ------------------ |
| 1992               | Calgary (Canadá)   | Medalla de oro     | Individual         |